# GW151226
GW151226 — гравитационно-волновой всплеск, обнаруженный гравитационно-волновой обсерваторией LIGO 25 декабря 2015 года по местному времени (в UTC событие произошло 26 декабря 2015 года). 15 июня 2016 года обсерватории LIGO и Virgo сообщили, что они верифицировали сигнал. Также было объявлено, что это второй в мире выявленный сигнал гравитационных волн после GW150914.
Анализ показал, что гравитационная волна появилась в результате слияния двух чёрных дыр общей массой 22 солнечных масс (M⊙) на расстоянии около 1,4 млрд световых лет от Земли. Слияние произошло за одну секунду, и за это время энергия, унесённая гравитационными волнами, составила примерно одну массу Солнца.
Всплеск GW151226 впервые дал наблюдательные данные по вращению чёрных дыр. Событие позволило более строго проверить теорию относительности и впервые предоставило информацию для оценки распределения чёрных дыр на основе непосредственного наблюдения.

## Обнаружение сигнала
Сигнал был обнаружен LIGO в 03:38:53 UTC, когда детектор Хэнфорд (англ. Hanford) сработал через 1,1 миллисекунды после детектора Ливингстон (англ. Livingston) (так как ось между ними не была параллельна фронту волны). Гравитационно-волновой всплеск, получивший предварительное обозначение G211117, длился почти секунду и был опознан автоматической системой слежения в течение минуты. В последующем был проведён оффлайн-анализ события, и примерно через два дня участники коллаборации знали, что они действительно поймали второй гравитационно-волновой всплеск. За ним было закреплено постоянное обозначение GW151226 (GW — сокращение от англ. gravitational wave, «гравитационно-волновой», число определяет дату регистрации события, [20]15/12/26).
Для выделения сигнала из шума коллаборации LIGO и Virgo проводили анализ двумя разными методами. Оценка достоверности показала, что ложно-положительные, обусловленные случайным наложением шумов сигналы такой интенсивности должны происходить реже одного раза в 160 тысяч лет, и поэтому вероятность обнаружения такого сигнала в 45-дневной серии данных составляет менее 10−7. По данным применённых методов статистическая достоверность события превышает 5σ или 4,5σ (по первому и второму методу), что соответствует общепринятому в физике «порогу открытия».
Так как событие произошло в ночь на 26 декабря, то сотрудники обсерватории назвали его «рождественским подарком».
15 июня 2016 года обсерватории LIGO и Virgo сообщили, что они верифицировали сигнал. Также было объявлено, что это второй в мире выявленный сигнал гравитационных волн после GW150914.

## Астрономическое происхождение
Анализ выявил, что источником сигнала является слияние двух чёрных дыр с массами 14,2+8,3
−3,7 и 7,5+2,3
−2,3 M⊙, на расстоянии 440+180
−190 мегапарсек от Земли. Результатом слияния стала чёрная дыра массой 20,8+6,1
−1,7 M⊙, и при этом масса, равная 1+0,1
−0,2 M⊙, превратилась в гравитационное излучение. Таким образом, в излучение перешло приблизительно 4,6 % от исходной массы двух чёрных дыр.
Так как для оценки расстояния использовалась пара детекторов, то оно оценивалось только исходя из амплитуды дошедшего сигнала, без рассмотрения ориентации плоскости орбиты относительно направления за Землю. По этой причине дистанция измеряется не очень точно, с погрешностью почти 50 %. Рассчитанное расстояние 440 мегапарсек соответствует 1,4 млрд световых лет, что отвечает красному смещению 0,09+0,03
−0,04.
Для оценки направления на источник сигнала использовалась только разница времени прихода сигнала до двух детекторов (без учёта их относительного отклика), и по этой причине направление оценивается очень плохо — потенциальные области представляют собой «дуги на полнеба». Из геометрических соображений очевидно, что для точного определения направления на источник необходимо сопоставление времени регистрации события тремя детекторами. На момент регистрации GW151226 третий детектор (Virgo) ещё не работал.
В отношении данного события учёным коллабораций LIGO и Virgo удалось достоверно определить, что по крайней мере одна из чёрных дыр до слияния имела угловой момент вращения более чем 20 % от максимально допустимого, исходя из общей теории относительности. Чёрная дыра, образовавшаяся после слияния, вращалась с угловым моментом 0,74+0,06
−0,06 от максимально возможного углового момента вращения. Чёрные дыры были меньше, чем те, слияние которых вызвало первый обнаруженный гравитационно-волновой всплеск GW150914, и по этой причине событие имело меньшую энергию и происходило медленнее — около 1 секунды (продолжительность GW150914 составляла 0,2 секунды).  Таким образом, детекторы в этом случае смогли увидеть больше витков чёрных дыр вокруг друг друга на последнем этапе слияния — 55 периодов колебания (27 витков) за одну секунду с частотой, которая выросла от 35 до 450 Гц. Для сравнения, в первом событии обнаружения гравитационных волн было 10 витков в течение 0,2 секунды.

## Научные результаты
Событие GW151226 говорит в пользу того, что имеется большее количество двойных чёрных дыр во Вселенной, с которыми слияния происходят чаще, чем предполагалось ранее.
Измеренный гравитационно-волновой всплеск полностью соответствует предсказаниям общей теории относительности для сильных гравитационных полей. Эта теория до первых двух событий, обнаруженных с помощью LIGO, не подвергалась непосредственной экспериментальной проверке в сильных полях (хотя в слабых полях она проверена с высокой точностью). Общая теория относительности прошла более строгую проверку во время второго события. Бо́льшая длительность GW151226 позволила лучше ограничить некоторые величины постньютоновского формализма.
Регистрация слияния впервые дала наблюдательные данные по вращению чёрных дыр.
Полученные данные GW151226 дали информацию о двух исходных чёрных дырах из известных шести (трёх слияний), что предоставило данные для оценки распределения чёрных дыр по массам для теорий образования пар чёрных дыр звёздных масс. Также факт события GW151226 предоставил возможность оценки частоты слияний (во Вселенной) чёрных дыр сопоставимых масс на основании данных наблюдений (до этого были только расчётные теоретические оценки).
Впервые получены данные слияния объектов в данном диапазоне звёздных масс. Например, они могут быть использованы для исследования двойных рентгеновских звёзд.